# Chiesa di San Pancrazio (Roma)

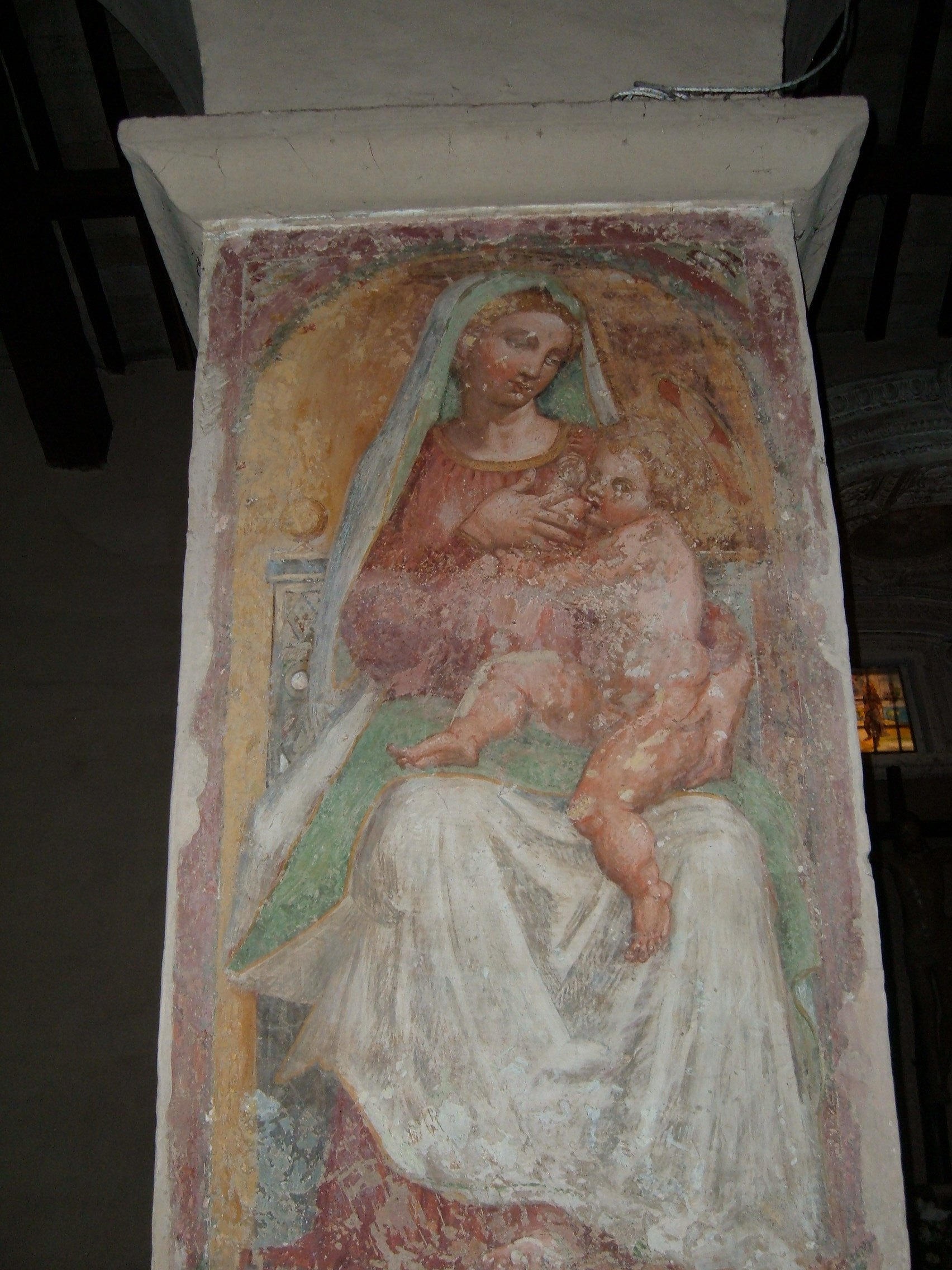
Affresco: Madonna che allatta il bambino

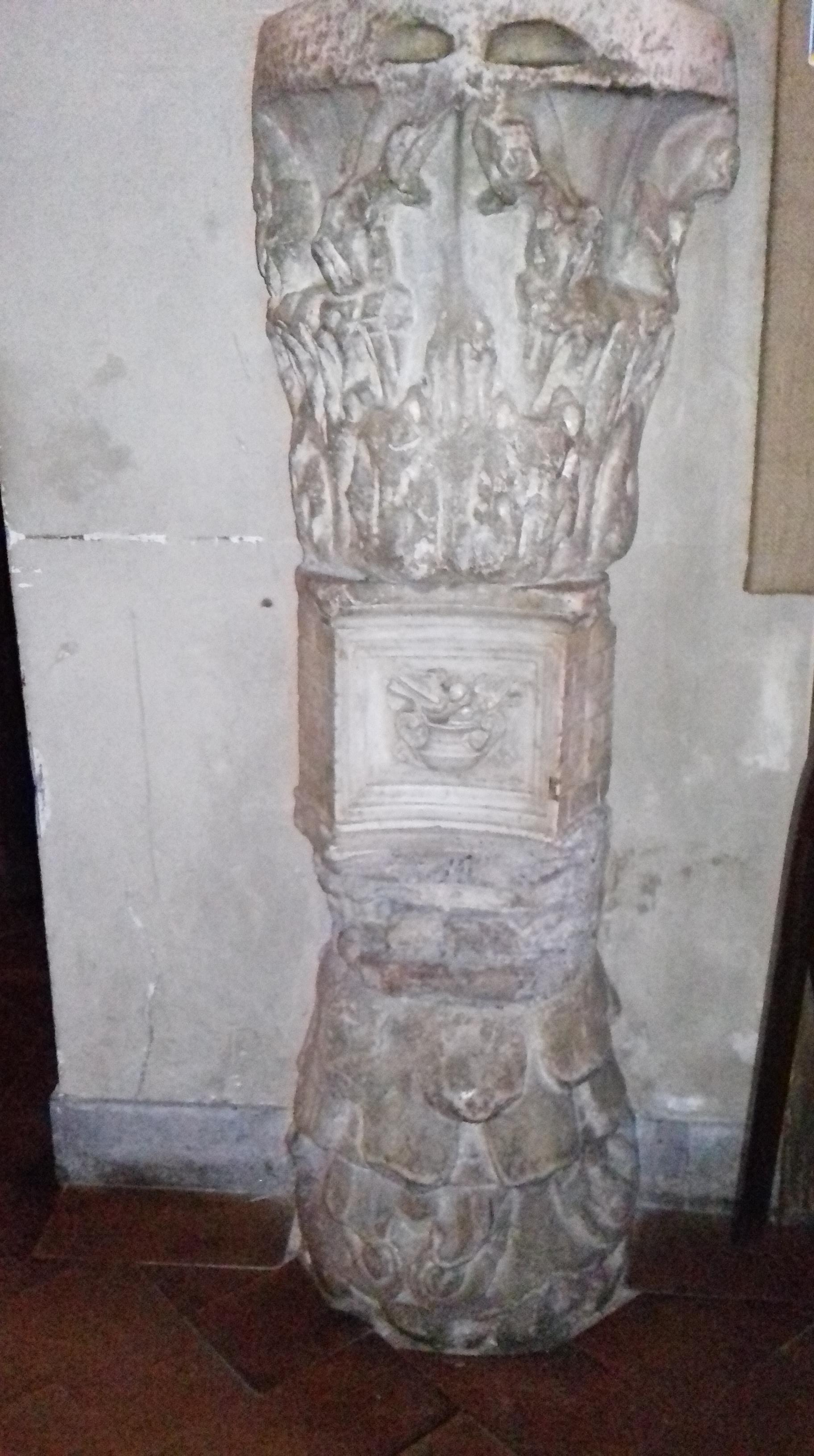
Acquasantiera

La chiesa di San Pancrazio è un luogo di culto cattolico di Roma, sede dell'omonima parrocchia, nella zona Isola Farnese, in piazza della Colonnetta.

## Storia
Fu costruita nel XV secolo dalla famiglia Orsini, proprietaria del castello dell'Isola Farnese. In seguito fu ampliata, dotata della facciata attuale e di un campanile.

## Arte e architettura
La facciata presenta un bel portale costruito con marmi di epoca romana, e sopra di esso un rosone con decorazione a vetro policromo.
L'interno è a tre navate con abside. Ovunque nell'edificio vi sono affreschi o resti di affreschi del XVI secolo.
- Al lato sinistro della porta d'ingresso vi sono due affreschi, uno raffigurante la Madonna col bambino ed i Santi Giovanni evangelista e Antonio abate, ed accanto un presepe. Quest'ultimo affresco porta l'iscrizione con data e autore: tale Giulio di Mastro Cola della Bordella, nel 1520.
- Al lato destro della porta d'ingresso c'è un'acquasantiera, costituita da due capitelli di epoca romana, tra i quali è inserito un marmo paleocristiano ove sono scolpiti due colombi che bevono ad una sorgente.
- Lungo la navata centrale, dipinta su un pilastro, una Madonna che allatta il bambino.
- Nella navata di destra vi è un prezioso Crocifisso ligneo del XV secolo; il fonte battesimale, nel quale è incastonato lo stemma dei Farnese;. La navata termina con una cappella, ove è collocata una tela raffigurante la Madonna col bambino ed i santi Domenico e Caterina da Siena, attribuita al Cavalier d'Arpino; essa è contornata da 15 piccole formelle ove sono raffigurati i 15 misteri del rosario.
- La navata di sinistra termina con la cappella del santo titolare. Qui è collocata una tela di San Pancrazio martire del Pomarancio.
- L'abside è coronato da un affresco cinquecentesco, suddiviso in due parti: la parte inferiore raffigura la Morte della Vergine tra i dodici apostoli; la parte superiore Dio Padre che incorona la Madonna.
- Il portone inaugurato nel novembre 2013 è composto da formelle in bronzo che narrano i momenti salienti della storia di San Pancrazio Martire, è opera degli artisti Pino Schiti e Sara Chirico.